# Thank God I Got It
Thank God I Got It è un singolo del rapper statunitense Desiigner pubblicato il 3 aprile 2017.

## Tracce
1. Thank God I Got It – 5:48